# Caenorhabditis
Genre
Synonymes
- Rhabditis (Caenorhabditis) Osche, 1952

Caenorhabditis est un genre de nématodes vivant dans des environnements riches en bactéries. Il contient l’organisme modèle Caenorhabditis elegans, ainsi que de nombreuses autres espèces dont le génome a été séquencé.
Le nom est formé des deux racines grecques caeno- (καινός (caenos), récent), et rhabditis (ῥάβδος (rhabdos), tige, bâton).

## Liste d'espèces
Selon NCBI (30 octobre 2019), le genre appartient à la sous-famille des Peloderinae avec les genres Pellioditis et Pelodera, et comprend les espèces suivantes :
- Caenorhabditis afra
- Caenorhabditis angaria
- Caenorhabditis astrocarya
- Caenorhabditis becei
- Caenorhabditis brenneri
- Caenorhabditis briggsae
  - Caenorhabditis briggsae AF16
- Caenorhabditis briggsae x Caenorhabditis nigoni
- Caenorhabditis castelli
- Caenorhabditis dolens
- Caenorhabditis doughertyi
- Caenorhabditis drosophilae
- Caenorhabditis elegans
- Caenorhabditis guadeloupensis
- Caenorhabditis imperialis
- Caenorhabditis inopinata
- Caenorhabditis japonica
- Caenorhabditis kamaaina
- Caenorhabditis latens
- Caenorhabditis macrosperma
- Caenorhabditis maupasi
- Caenorhabditis monodelphis
- Caenorhabditis nigoni
- Caenorhabditis nouraguensis
- Caenorhabditis nouraguensis x Caenorhabditis becei
- Caenorhabditis panamensis
- Caenorhabditis parvicauda
- Caenorhabditis plicata
- Caenorhabditis portoensis
- Caenorhabditis quiockensis
- Caenorhabditis remanei
- Caenorhabditis sinica
- Caenorhabditis sonorae
- Caenorhabditis sulstoni
- Caenorhabditis tribulationis
- Caenorhabditis tropicalis
- Caenorhabditis uteleia
- Caenorhabditis virilis
- Caenorhabditis vivipara
- Caenorhabditis waitukubuli
- Caenorhabditis wallacei
- Caenorhabditis yunquensis
- Caenorhabditis zanzibari

autres espèces de Caenorhabditis non nommées :
- Caenorhabditis sp. 1 TAC-2019
- Caenorhabditis sp. 1 TWN1898
- Caenorhabditis sp. 10 JR-2014
- Caenorhabditis sp. 10 TWN510
- Caenorhabditis sp. 11 RJ-2013
- Caenorhabditis sp. 16 NG-2017
- Caenorhabditis sp. 2 KK-2011
- Caenorhabditis sp. 2 TWN2542
- Caenorhabditis sp. 21 LS-2015
- Caenorhabditis sp. 23 AD-2012
- Caenorhabditis sp. 26 LS-2015
- Caenorhabditis sp. 3 TWN2594
- Caenorhabditis sp. 31 LS-2015
- Caenorhabditis sp. 32 LS-2015
- Caenorhabditis sp. 38 MB-2015
- Caenorhabditis sp. 39 LS-2015
- Caenorhabditis sp. 4 TWN1772
- Caenorhabditis sp. 40 LS-2015
- Caenorhabditis sp. 43 LS-2015
- Caenorhabditis sp. 5 GVDU-2019
- Caenorhabditis sp. 6 TWN1824
- Caenorhabditis sp. 7 GVDU-2019
- Caenorhabditis sp. 8 KK-2011
- Caenorhabditis sp. 8 TWN1907
- Caenorhabditis sp. 9 AC-2009
- Caenorhabditis sp. 9 TWN2033
- Caenorhabditis sp. DF5070
- Caenorhabditis sp. JLR-2009
- Caenorhabditis sp. JU727
- Caenorhabditis sp. SB341

Selon ITIS (27 mars 2011) :
- Caenorhabditis briggsae
- Caenorhabditis dolichura
- Caenorhabditis elegans
- Caenorhabditis rara

## Génétique

### Liste des espèces séquencées
- Caenorhabditis brenneri - génome séquencé
- Caenorhabditis briggsae - génome séquencé en 2003[4]
- Caenorhabditis elegans - génome séquencé en 1998[5]
- Caenorhabditis japonica -  génome séquencé
- Caenorhabditis remanei -  génome séquencé

### Études phylogénétiques
Une étude phylogénétique réalisée en 2014 révèle la présence de deux super-groupes, 'Elegans' et 'Drosophilae et de deux groupes ('Elegans' et 'Japonica') au sein du super-groupe 'Elegans'. Cette étude révèle aussi que C. nigoni est l'espèce-sœur de C. briggsae tandis que C. elegans est seul, basal dans le groupe 'Elegans'.
Une autre étude de 2019 ajoute C. inopinata comme espèce la plus proche de C. elegans. Elle révèle aussi que C. monodelphis est l'espèce la plus basale dans l'arbre phylogénétique.